# 東光町 (豊川市)
東光町（とうこうちょう）は、愛知県豊川市の町名である。現行行政地名は東光町一丁目から東光町四丁目。

## 地理
豊川市の中心部の北東に位置する。主に住宅地を形成している。南から順に4つの丁目からなる。

## 歴史

### 沿革
- 1960年（昭和35年）2月21日 - 豊川町（計通・良通・礼通・武通）の一部より、東光町1〜4丁目が成立[1]。

## 世帯数と人口
2019年（平成31年）3月31日現在の世帯数と人口は以下の通りである。
| 町丁   | 世帯数  | 人口  |
| ------ | ------- | ----- |
| 東光町 | 283世帯 | 649人 |

### 人口の変遷
国勢調査による人口の推移
| 1995年（平成7年）  | 891人 | [ 6 ]  |  |
| 2000年（平成12年） | 816人 | [ 7 ]  |  |
| 2005年（平成17年） | 750人 | [ 8 ]  |  |
| 2010年（平成22年） | 683人 | [ 9 ]  |  |
| 2015年（平成27年） | 624人 | [ 10 ] |  |

## 学区
市立小・中学校に通う場合、学区は以下の通りとなる。また、公立高等学校に通う場合の学区は以下の通りとなる。
| 丁目         | 番・番地等 | 小学校             | 中学校             | 高等学校 |
| ------------ | ---------- | ------------------ | ------------------ | -------- |
| 東光町一丁目 | 全域       | 豊川市立桜木小学校 | 豊川市立東部中学校 | 三河学区 |
| 東光町二丁目 | 全域       | 豊川市立桜木小学校 | 豊川市立東部中学校 | 三河学区 |
| 東光町三丁目 | 全域       | 豊川市立桜木小学校 | 豊川市立東部中学校 | 三河学区 |
| 東光町四丁目 | 全域       | 豊川市立桜木小学校 | 豊川市立東部中学校 | 三河学区 |

## 施設
- 桜木地区市民館
- 東光公園

## 交通
- 東海旅客鉄道（JR東海）飯田線
  - 日本車輌製造引込線

## その他

### 日本郵便
- 郵便番号 : 442-0022[4]（集配局：豊川郵便局[13]）。

## 参考資料
- 「角川日本地名大辞典」編纂委員会 編『角川日本地名大辞典 23 愛知県』角川書店、1989年3月8日。ISBN 4-04-001230-5。
- 有限会社平凡社地方資料センター 編『日本歴史地名体系第23巻 愛知県の地名』平凡社、1981年。ISBN 4-582-49023-9。
- 新編豊川市史編集委員会 編『新編豊川市史 第八巻 資料編 現代』2002年。